# Kraljevina Danska
Kraljevina Danska (dan: Danmarks Rige, fo: Danmarkar Ríki, gr: Danmarkip Naalagaaffik) je suverena država smještena u sjevernoj Europi i Sjevernoj Americi. Sastoji se od Danske, ponekad zvana i "uža Danska" te još dvije zasebne zemlje: Farskih otoka i Grenlanda. 
Kraljevina Danska je unitarna suverena država koja ima teritorijalne pretenzije na Arktiku. Ustavno, Kraljevina Danska obuhvaća cijelo kraljevstvo, ali Farski otoci i Grenland imaju povećanu autonomiju.
Farski otoci i Grenland se nalaze pod vlašću danske krune od 1379. kada je ratificirana Kalmarska unija, a dio danskog kraljevstva su od 1814. godine. Zbog svog posebnog povijesnog i kulturnog identiteta, danas imaju povećani stupanj samouprave.
| Dijelovi     | Površina  | Površina | Stanovništvo (2020) | Stanovništvo (2020) | Stanovništvo (2020) |
| Dijelovi     | km2       | %        | Stanovništvo        | %                   | Gustoća             |
| ------------ | --------- | -------- | ------------------- | ------------------- | ------------------- |
| Danska       | 42.926    | 1,94%    | 5.822.763           | 98,17%              | 135,65 po km2       |
| Farski otoci | 1.396     | 0,06%    | 52.154              | 0,88%               | 37,36 po km2        |
| Grenland     | 2.166.086 | 98,00%   | 56.081              | 0,95%               | 0,03 po km2         |
| kraljevina   | 2.210.408 | 100,00%  | 5.930.998           | 100,00%             | 2,68 po km2         |